# Dmitrij Ševčenko (schermidore)
Dmitrij Stepanovič Ševčenko (in russo Дмитрий Степанович Шевченко?; Mosca, 13 novembre 1967) è un ex schermidore russo, specializzato nel fioretto. Ha vinto una medaglia d'oro ed una di bronzo nella scherma ai Giochi olimpici. Vincitore anche di una Coppa del Mondo di scherma.